# Synechanthus
Synechanthus ist eine Pflanzengattung innerhalb der Familie der Palmengewächse (Arecaceae). Die etwa drei Arten kommen hauptsächlich in Zentralamerika vor und eine Art reicht bis Kolumbien sowie Ecuador. Es sind mäßig große Palmen im Unterwuchs von Wäldern. Sie werden als Zierpflanzen verwendet.

## Beschreibung

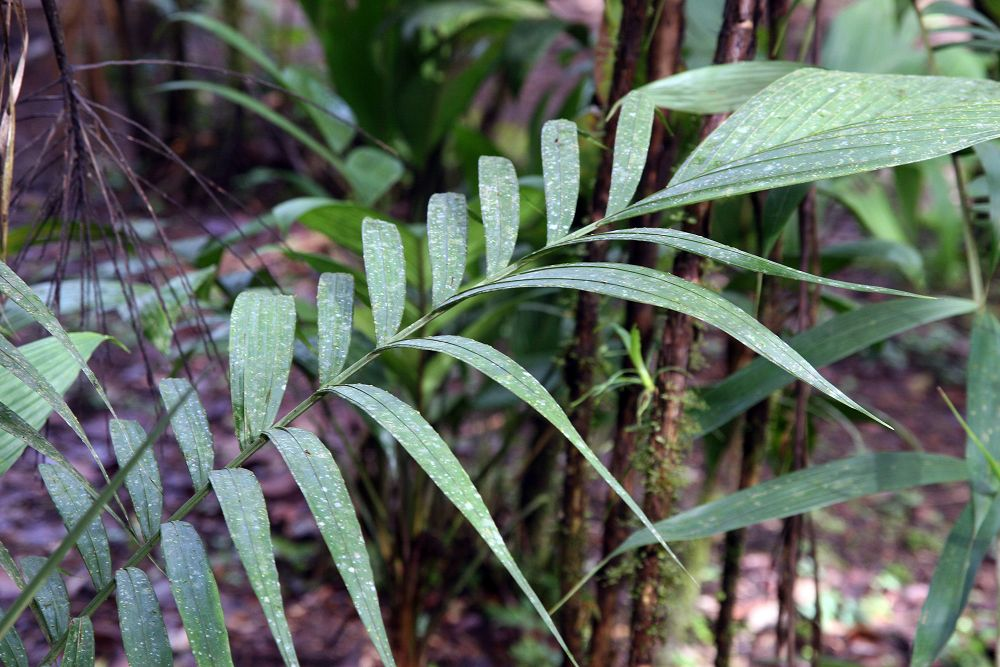
Blatt von Synechanthus fibrosus

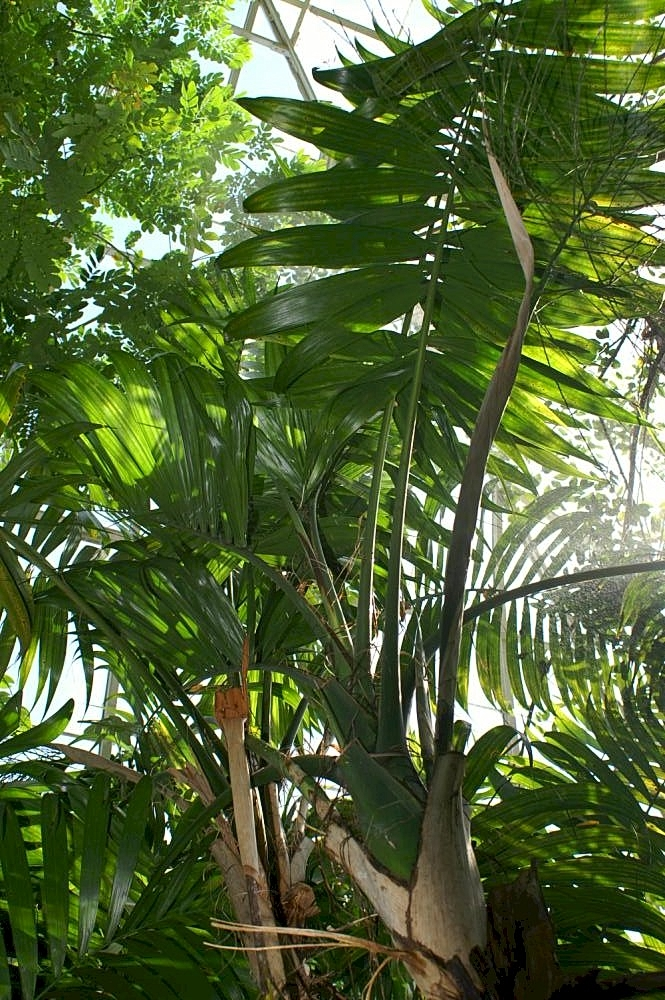
Synechanthus warscewiczianus

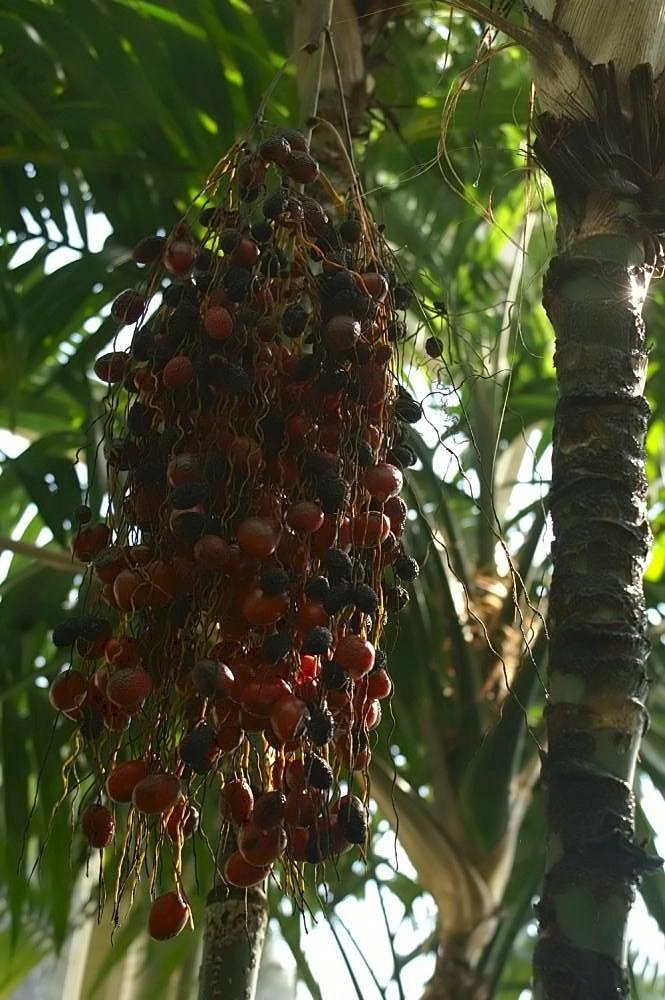
Früchte von Synechanthus warscewiczianus

### Erscheinungsbild
Synechanthus-Arten sind mäßig große, einzelstämmige oder horstbildende, unbewehrte Palmen. Der Stamm ist schlank, meist aufrecht, selten niederliegend, glatt und gelblich bis glänzend oder dunkel-olivgrün. Am Stamm sind deutliche, entfernt stehenden Blattnarben erkennbar.

### Blätter
Die Blätter sind reduplicat gefiedert. Die Blattscheide ist lange bei jungen Blättern, reißt aber sehr früh gegenüber dem Blattstiel auf. Die Reste sind vom Stiel nur durch einen schmalen, meist faserigen, trockenen Streifen entlang dem Rand unterschieden. Der Blattstiel ist im Querschnitt kreisrund. Die Rhachis ist oberseits kantig, unterseits gerundet. Die Fiederblättchen sind an der Ansatzstelle breit reduplicat, mit einer bis mehreren Hauptadern, die an der Oberseite hervorstehen. Manchmal ist die Blattspreite ungeteilt, dann an der Spitze zweiteilig (bifid).

### Blütenstände
Synechanthus-Arten sind einhäusig getrenntgeschlechtig (monözisch), blühen mehrmals und blühen manchmal bereits, während sie noch stammlos sind.
Die Blütenstände  stehen zwischen oder unter den Blättern. Sie sind einfach oder doppelt verzweigt. Zur Blüte stehen sie aufrecht, zur Fruchtreife sind sie gebogen oder hängend. Der Blütenstandsstiel ist lang. Das Vorblatt ist kurz, röhrig, den Stiel als Scheide umfassend und letztlich in Fasern zerfallend. Es gibt vier bis fünf Hochblätter am Blütenstandsstiel, die dem Vorblatt ähneln, aber länger sind. Sie setzen in immer größeren Abständen voneinander an. Das letzte Hochblatt überragt den Blütenstandsstiel. Die Blütenstandsachse ist meist lange. Die blütentragenden Achsen (Rachillae) sind schlank, etwa gleich lang, vierkantig bis deutlich abgeflacht und biegsam. Ihre Spitzen sind noch schlanker und fast stachelig.

### Blüten
Die Blüten stehen in meist distich angeordneten Wickeln. Ein Wickel besteht aus einer proximalen weiblichen Blüte und 5 bis 13 distalen, biseriaten männlichen Blüten. Am Wickel öffnet sich die distale Blüte zuerst, die weitere Öffnung erfolgt basipetal.
Die männlichen Blüten sind in der Knospe grün, zur Blüte golden-gelb. In der Knospe sind sie zusammengedrück dreieckig. Die drei Kelchblätter sind zu einem flachen, spitz dreizipfeligen Becher verwachsen. Die drei Kronblätter stehen valvat. Es gibt entweder sechs Staubblätter mit kurzen Filamenten, die in der Knospe eingekrümmt sind und zur Blüte aufrecht; oder es gibt drei Staubblätter mit langen Filamenten, die deutlich eingekrümmt sind und zur Blüte horizontal abstehen. Die Antheren sind baxifix, an der Spitze und Basis leicht bifid, und öffnen sich latrors. Das Stempelrudiment ist klein oder fehlt ganz. Der Pollen ist ellipsoidisch und leicht asymmetrisch. Die Keimöffnung ist ein distaler Sulcus. Die längste Achse misst 25 bis 32 Mikrometer.
Die weiblichen Blüten sind zur Blütezeit gelblich. Die drei Kelchblätter sind zu einer dreizipfeligen Becher verwachsen. Die drei Kronblätter sind imbricat, doppelt so lang oder mehr wie die Kelchblätter. Die Staminodien können fehlen; oder es gibt drei kleine; oder sie sind zu einem sechslappigen Ring verwachsen, der teilweise mit der Krone verbunden ist. Der Fruchtknoten ist eiförmig, dreifächrig mit je einer Samenanlage. Die Samenanlagen setzen seitlich an, sind campylotrop und seitlich abgeflacht. Die drei Narben sind kurz und zurückgebogen.

### Früchte und Samen
Die relativ großen Früchte sind rund bis länglich, gelb und werden zur Reife rot. Sie tragen basale Narbenreste. Das Exokarp ist glatt, das Mesokarp fleischig mit wenigen anastomosierenden, flachen Fasern zum häutigen Endokarp hin. Der Same ist nicht mit dem Endokarp verbunden. Das basale Hilum ist unauffällig. Die Raphenäste sind gro und steigen adaxial von der Basis auf, anastomosieren wenig, biegen lateral ab und steigen abaxial wieder ab. Das Endosperm ist homogen oder leicht bis deutlich gefurcht (ruminat).

### Chromosomensätze
Die Chromosomenzahl beträgt 2n = 32.

## Vorkommen
Die seit 2016 etwa drei Arten kommen vom südlichen Mexiko über Zentralamerika und ins nordwestliche Südamerika vor.
Synechanthus-Arten sind recht häufig in feuchten Wäldern auf Meeresniveau und niedrigen Höhenlagen, steigen aber auch bis in Höhenlagen von 1200 Metern.

## Systematik
Die Gattung Synechanthus wurde 1858 durch Hermann Wendland in Botanische Zeitung Berlin, Band, Seite 145 aufgestellt. Der Gattungsname Synechanthus setzt sich zusammen aus den altgriechischen Wörtern synechys für „in einer Reihe stehend“ und anthos für „Blüte“.
Die Gattung Synechanthus H.Wendl. gehört Tribus Chamaedoreeae in der Unterfamilie Arecoideae innerhalb der Familie Arecaceae. Die Verwandtschaftsbeziehungen von Synechanthus innerhalb der Tribus sind 2008 nicht geklärt. Die Gattung Synechanthus ist monophyletisch.
Es gibt seit 2016 etwa drei Arten:
- Synechanthus dasystachys De Gracia & Grayum: Sie wurde 2016 aus Panama erstbeschrieben.[1]
- Synechanthus fibrosus (H.Wendl.) H.Wendl. (Syn.: Chamaedorea fibrosa H.Wendl.): Sie ist von Mexiko über Belize, Guatemala, Honduras, Nicaragua, Costa Rica bis Panama verbreitet.[1]
- Synechanthus warscewiczianus H.Wendl.: Sie kommt in Nicaragua, Costa Rica, Panama, Kolumbien und im westlichen Ecuador vor.[1]